# UFC Fight Night: Waterson vs. Hill
UFC Fight Night: Waterson vs. Hill (conosciuto anche come UFC Fight Night 177 oppure UFC on ESPN+ 35 oppure UFC Vegas 10) è stato un evento di arti marziali miste tenuto dalla Ultimate Fighting Championship il 12 settembre 2020 all'UFC APEX di Las Vegas, negli Stati Uniti d'America.

## Risultati
|                  | Divisione             |                   |                 |                   | Metodo                                      | Round           | Tempo           | Premio          |
| Card Principale  | Card Principale       | Card Principale   | Card Principale | Card Principale   | Card Principale                             | Card Principale | Card Principale | Card Principale |
| ---------------- | --------------------- | ----------------- | --------------- | ----------------- | ------------------------------------------- | --------------- | --------------- | --------------- |
|                  | Pesi paglia femminili | Michelle Waterson | batte           | Angela Hill       | Decisione non unanime (47–48, 49–46, 48–47) | 5               | 5:00            | FOTN            |
|                  | Pesi leggeri          | Ottman Azaitar    | batte           | Khama Worthy      | KO tecnico (pugni)                          | 1               | 1:33            | POTN            |
|                  | Pesi mosca femminili  | Roxanne Modafferi | batte           | Andrea Lee        | Decisione unanime (29–28, 29–28, 29–28)     | 3               | 5:00            |                 |
|                  | Pesi mediomassimi     | Ed Herman         | batte           | Mike Rodríguez    | Sottomissione (kimura)                      | 3               | 2:41            |                 |
|                  | Pesi leggeri          | Bobby Green       | batte           | Alan Patrick      | Decisione unanime (30–27, 30–27, 30–27)     | 3               | 5:00            |                 |
|                  | Pesi piuma            | Billy Quarantillo | batte           | Kyle Nelson       | KO (pugno)                                  | 3               | 0:07            |                 |
| Card Preliminare |                       |                   |                 |                   |                                             |                 |                 |                 |
|                  | Pesi gallo femminili  | Sijara Eubanks    | batte           | Julia Avila       | Decisione unanime (29–27, 29–27, 29–27)     | 3               | 5:00            |                 |
|                  | Pesi leggeri          | Kevin Croom       | batte           | Roosevelt Roberts | Sottomissione (guillotine choke)            | 1               | 0:31            | POTN            |
|                  | Pesi massimi          | Alexander Romanov | batte           | Roque Martinez    | Sottomissione (arm-triangle choke)          | 2               | 4:22            |                 |
|                  | Catchweight (165 lbs) | Jalin Turner      | batte           | Brok Weaver       | Sottomissione (rear-naked choke)            | 2               | 4:20            |                 |
|                  | Pesi welter           | Bryan Barberena   | batte           | Anthony Ivy       | Decisione unanime (30–27, 30–27, 29–28)     | 3               | 5:00            |                 |
|                  | Pesi mosca femminili  | Sabina Mazo       | batte           | Justine Kish      | Sottomissione (arm-triangle choke)          | 3               | 3:57            |                 |

## Premi
I lottatori premiati ricevettero un bonus di 50.000 dollari.
Legenda:
- FOTN: Fight of the Night (vengono premiati entrambi gli atleti per il miglior incontro dell'evento)
- POTN: Performance of the Night (viene premiato il vincitore per la migliore performance dell'evento)